# Малиновый родник
Малиновый родник — родник, расположенный на территории природного парка «Кумысная поляна», находится в районе 10-й Дачной (Малиновый овраг) г. Саратов.
Родник имеет богатую историю. С его названием связано много легенд. Известно, что впервые обустроен он был в 1904 году Крестьянским Поземельным банком, который сдавал участки богатым купцам и чиновникам. Реконструкцию провели известный саратовский скульптор Виктор Иванович Белозеров и его сыновья. Они буквально преобразили как внешний вид так и всю гидротехническую систему родника.
Родник выдаёт 1,5 кубометра в час чистой прохладной воды. Каждый день сюда за водой приходят более сотни саратовцев.
Имеет статус памятника природы.